# Лунд, Ева
Е́ва Мари́я Лунд (швед. Eva Maria Lund, урождённая Е́ва Мари́я Э́рикссон, швед. Eva Maria Eriksson; род. 1 мая 1971, Стокгольм) — шведская кёрлингистка. Тренер по кёрлингу.
В составе женской сборной Швеции двукратная олимпийская чемпионка (2006, 2010 годов), двукратная чемпионка мира, семикратная чемпионка Европы.
Играла в основном на позициях третьего и второго.
В 2021 вместе со всей командой скипа Анетте Норберг, двукратными олимпийскими чемпионами, введена в Международный зал славы кёрлинга.

## Достижения
- Зимние Олимпийские игры: золото (2006, 2010).
- Чемпионат мира по кёрлингу среди женщин: золото (2005, 2006), серебро (2001, 2009), бронза (2003).
- Чемпионат Европы по кёрлингу: золото (1993, 2001, 2002, 2003, 2004, 2005, 2007), серебро (2008).
- Чемпионат Швеции по кёрлингу среди женщин: золото (2001, 2003, 2004, 2005, 2007, 2008), бронза (1999, 2009).
- Чемпионат мира по кёрлингу среди юниоров: золото (1991), серебро (1990), бронза (1992).
- Чемпионат Швеции по кёрлингу среди юниоров: золото (1991, 1992).
- Чемпионат Швеции по кёрлингу среди ветеранов: серебро (2023).
- Континентальный Кубок по кёрлингу (в составе команды «Мир»): золото (2003, 2006, 2008), серебро (2004).

- «Команда всех звёзд» чемпионата мира среди юниоров: 1992.

## Команды
| Сезон   | Четвёртый         | Третий           | Второй           | Первый                                     | Запасной                                                                          | Турниры                                |
| ------- | ----------------- | ---------------- | ---------------- | ------------------------------------------ | --------------------------------------------------------------------------------- | -------------------------------------- |
| 1989—90 | Катрин Норберг    | Mari Högqvist    | Хелена Гранквист | Annica Eklund                              | Ева Эрикссон                                                                      | ЧМЮ 1990                               |
| 1990—91 | Ева Эрикссон      | Maria Söderkvist | Åsa Eriksson     | Elisabeth de Brito                         | Катрин Норберг (ЧМЮ)                                                              | ЧШЮ 1991 · ЧМЮ 1991                    |
| 1991—92 | Ева Эрикссон      | Maria Söderkvist | Åsa Eriksson     | Elisabeth de Brito                         | Maria Hjorth (ЧМЮ)                                                                | ЧШЮ 1992 · ЧМЮ 1992                    |
| 1993—94 | Элизабет Юханссон | Катарина Нюберг  | Луиз Мармонт     | Элизабет Перссон                           | Ева Лунд                                                                          | ЧЕ 1993                                |
| 1998—99 | Анетте Норберг    | Катрин Норберг   | Хелена Свенссон  | Анна Блум                                  | Ева Лунд тренеры: Стефан Хассельборг (ЧЕ), Hans-Erik Hägglund (ЧЕ)                | ЧЕ 1998 (5 место) · ЧШЖ 1999           |
| 2000—01 | Анетте Норберг    | Катрин Норберг   | Ева Лунд         | Хелена Лингхам                             | Мария Энгхольм (ЧМ) тренер: Стефан Лунд                                           | ЧШЖ 2001 · ЧМ 2001                     |
| 2001—02 | Анетте Норберг    | Катрин Норберг   | Ева Лунд         | Мария Хассельборг                          | Анна Риндескуг тренер: Стефан Лунд                                                | ЧЕ 2001                                |
| 2002—03 | Анетте Норберг    | Катрин Норберг   | Ева Лунд         | Хелена Лингхам                             | Мария Хассельборг тренер: Стефан Лунд                                             | ЧЕ 2002                                |
| 2002—03 | Анетте Норберг    | Ева Лунд         | Катрин Норберг   | Хелена Лингхам                             | Мария Прюц (ЧМ) тренер: Стефан Лунд                                               | ЧШЖ 2003 · ЧМ 2003                     |
| 2003—04 | Анетте Норберг    | Ева Лунд         | Катрин Норберг   | Анна Бергстрём                             | Мария Прюц (ЧЕ) Ульрика Бергман (ЧМ) тренер: Стефан Лунд                          | ЧЕ 2003 · ЧШЖ 2004 · ЧМ 2004 (6 место) |
| 2004—05 | Анетте Норберг    | Ева Лунд         | Катрин Линдаль   | Анна Бергстрём                             | Ульрика Бергман (ЧЕ, ЧМ) тренер: Стефан Лунд                                      | ЧЕ 2004 · ЧШЖ 2005 · ЧМ 2005           |
| 2005—06 | Анетте Норберг    | Ева Лунд         | Катрин Линдаль   | Анна Сверд                                 | Ульрика Бергман тренеры: Стефан Лунд (ЧЕ, ЗОИ) Стефан Хассельборг (ЧЕ, ЗОИ, ЧМ)   | ЧЕ 2005 · ЗОИ 2006 · ЧМ 2006           |
| 2006—07 | Анетте Норберг    | Ева Лунд         | Катрин Линдаль   | Анна Сверд                                 | Ульрика Бергман (ЧМ) тренер: Стефан Лунд                                          | ЧШЖ 2007 · ЧМ 2007 (6 место)           |
| 2007—08 | Анетте Норберг    | Ева Лунд         | Катрин Линдаль   | Анна Сверд                                 | Мария Прюц (ЧЕ) тренер: Стефан Лунд                                               | ЧЕ 2007 · ЧШЖ 2008                     |
| 2008—09 | Анетте Норберг    | Ева Лунд         | Катрин Линдаль   | Анна Сверд (ЧЕ) Маргарета Сигфридссон (ЧМ) | Кайса Бергстрём (ЧЕ, ЧМ) тренер: Стефан Лунд                                      | ЧЕ 2008 · ЧШЖ 2009 · ЧМ 2009           |
| 2009—10 | Анетте Норберг    | Ева Лунд         | Катрин Линдаль   | Анна Сверд                                 | Кайса Бергстрём (ЧЕ, ЗОИ) тренеры: Стефан Лунд (ЧЕ, ЗОИ) Стефан Хассельборг (ЗОИ) | ЧЕ 2009 (5 место) · ЗОИ 2010           |
| 2022—23 | Анетте Норберг    | Катрин Линдаль   | Ева Лунд         | Åsa Linderholm                             | Anna Klange                                                                       | ЧШВ 2023                               |

(скипы выделены полужирным шрифтом)

## Результаты как тренера национальных сборных
| Год  | Турнир                                       | Сборная          | Место |
| ---- | -------------------------------------------- | ---------------- | ----- |
| 2012 | Чемпионат мира по кёрлингу среди мужчин 2012 | Швеция (мужчины) | 3     |
| 2012 | Чемпионат Европы по кёрлингу 2012            | Швеция (мужчины) | 1     |
| 2013 | Чемпионат мира по кёрлингу среди мужчин 2013 | Швеция (мужчины) | 1     |
| 2013 | Чемпионат Европы по кёрлингу 2013            | Швеция (мужчины) | 5     |
| 2014 | Зимние Олимпийские игры 2014                 | Швеция (мужчины) | 3     |

## Частная жизнь
Замужем, муж — шведский кёрлингист и тренер Стефан Лунд, тренер команды с участием Евы в 2000-е годы, когда команда завоевала олимпийские и мировые чемпионские титулы.